# ISO 3166-2:CF

Präfekturen in der Zentralafrikanischen Republik

Die Liste der ISO-3166-2-Codes für  Zentralafrikanische Republik enthält die Codes für die 14 Präfekturen, zwei Wirtschaftspräfekturen (Préfectures économiques) und eine autonome Gemeinde (Commune autonome).

Die Codes bestehen aus zwei Teilen, die durch einen Bindestrich voneinander getrennt sind. Der erste Teil gibt den Landescode gemäß ISO 3166-1 (für  Zentralafrikanische Republik CF), der zweite den Code für die Präfektur oder Gemeinde wieder.
Die aktuellen Codes stehen auf der Seite der ISO unter #iso:code:3166:CF zur Verfügung.

| Präfektur                    | Code   |
| ---------------------------- | ------ |
| Bamingui-Bangoran            | CF-BB  |
| Bangui1                      | CF-BGF |
| Basse-Kotto                  | CF-BK  |
| Haut-Mbomou                  | CF-HM  |
| Haute-Kotto                  | CF-HK  |
| Kémo                         | CF-KG  |
| Lobaye                       | CF-LB  |
| Haute Sangha / Mambéré-Kadéï | CF-HS  |
| Mbomou                       | CF-MB  |
| Nana-Grébizi2                | CF-KB  |
| Nana-Mambéré                 | CF-NM  |
| Ombella-Mpoko                | CF-MP  |
| Ouaka                        | CF-UK  |
| Ouham                        | CF-AC  |
| Ouham-Pendé                  | CF-OP  |
| Sangha-Mbaéré2               | CF-SE  |
| Vakaga                       | CF-VK  |

1 autonome Gemeinde

2 Wirtschaftspräfektur